# Maltese First Division 1928/1929
Soutěžní ročník Maltese First Division 1928/29 byl 18 ročníkem Maltese First Division, nejvyšší maltské fotbalové ligy. Soutěž byla v této sezóně zúžena ze 7 na 3 účastníky. Šampionem se potřetí v řadě stala Floriana.

## Tabulka
| Poř. | Tým              | Z | V | R | P | VG | OG | B |
| ---- | ---------------- | - | - | - | - | -- | -- | - |
| 1.   | Floriana         | 4 | 3 | 1 | 0 | 9  | 4  | 7 |
| 2.   | Sliema Wanderers | 4 | 1 | 2 | 1 | 5  | 6  | 4 |
| 3.   | Valletta United  | 4 | 0 | 1 | 3 | 1  | 5  | 1 |

|  | Vítěz ligy |